# الإسلام في الفلبين

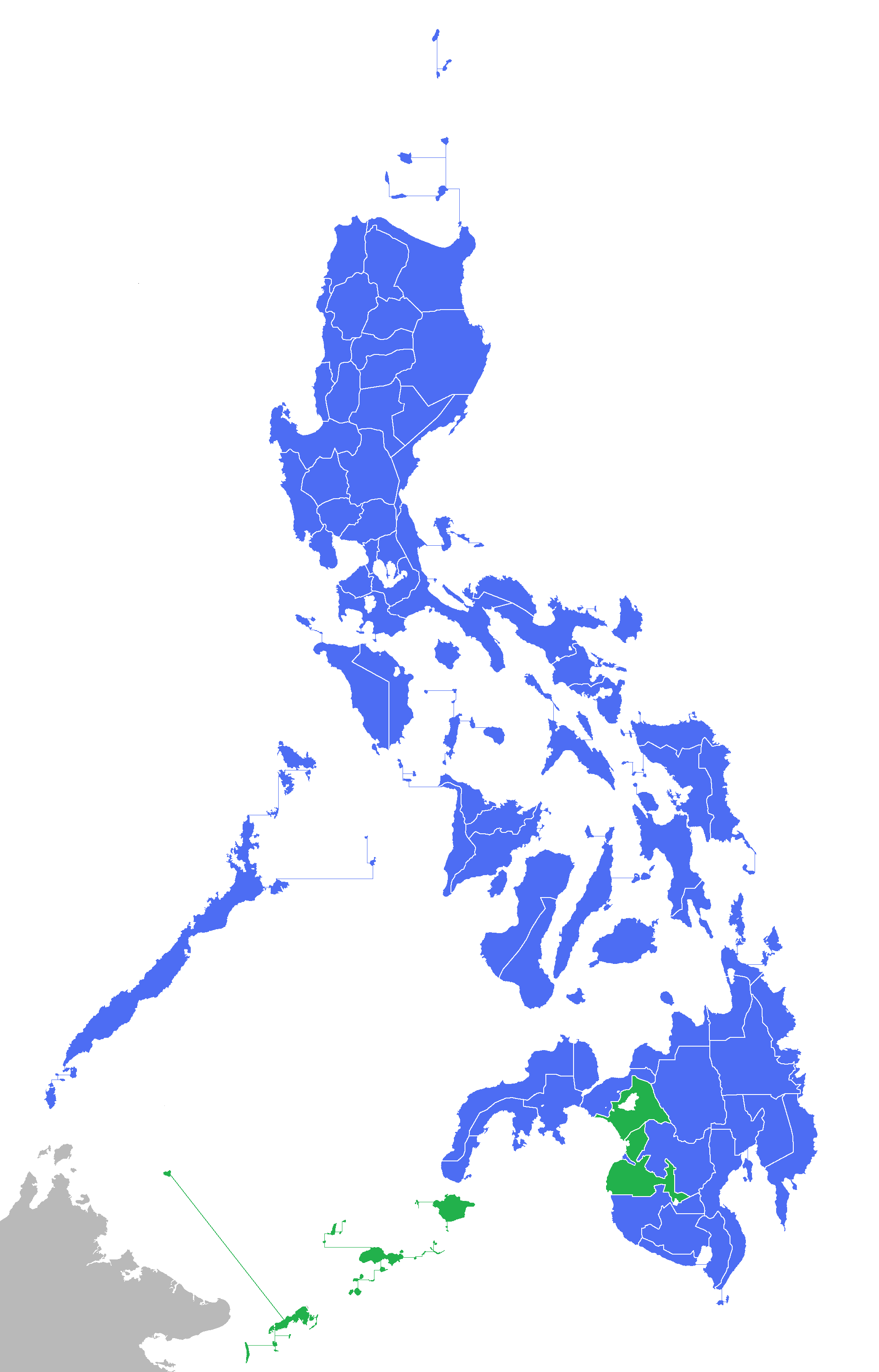
الديانة السائدة حسب المقاطعة ، المسيحية (الأزرق) والإسلام (الأخضر)

الإسلام هو أول دين توحيدي مُسجل في الفلبين. وصل الإسلام إلى الفلبين في القرن الثالث عشر مع وصول التجار المسلمين من الخليج العربي وجنوب الهند وأتباعهم من عدة حكومات في أرخبيل الملايو. تم تقدير عدد السكان المسلمين في الفلبين بحوالي 6% من إجمالي السكان حسب إحصاء عام 2000. وفقًا لتقرير عام 2015 الصادر عن هيئة الإحصاء الفلبينية، فإن 6% من الفلبينيين مسلمون. في حين أن غالبية السكان من الكاثوليك، وبعض المجموعات العرقية من الهندوس والبوذيين والروحانيين والسيخ أو غير المتدينين.
وفقًا للاستطلاعات الدينية الوطنية، يوجد حوالي 5.1 مليون مسلم في الفلبين، يشكلون 6% من سكانها. ومع ذلك، ذكر تقدير عام 2012 من قبل اللجنة الوطنية للمسلمين الفلبينيين ووزارة الخارجية الأمريكية، أن هناك 10.7 مليون مسلم، أو ما يقرب من 11% من إجمالي السكان. يعيش معظم المسلمين في أجزاء من مينداناو وبالاوان وأرخبيل سولو وهي منطقة تُعرف باسم بانجسامورو أو منطقة مورو. وقد هاجر بعضهم إلى المناطق الحضرية والريفية في أجزاء مختلفة من البلاد. معظم المسلمين في الفلبين من أهل السنة والجماعة على المذهب الشافعي. هناك أقلية أحمدية في البلاد.
وصل الإسلام إلى جزر الفلبين الجنوبية، من التفاعل التاريخي لمناطق مينداناو وسولو مع الجزر الإندونيسية الأخرى وجزر الملايو وبورنيو. كان أول المسلمين الذين وصلوا هم التجار وتبعهم الدعاة في أواخر القرن الرابع عشر وأوائل القرن الخامس عشر. قاموا بتسهيل تشكيل السلطنات والفتوحات في مينداناو وسولو. أصبح الأشخاص الذين اعتنقوا الإسلام يعرفون باسم المورو. وصل الفتح الإسلامي إلى مملكة توندو التي حلت محلها دولة بروناي التابعة مملكة ماينيلا. بدأت السلطنة المسلمة في التوسع في وسط الفلبين في القرن السادس عشر، عندما وصل الأسطول الإسباني بقيادة ماجلان إلى الفلبين. أدى الغزو الإسباني خلال القرن السادس عشر إلى أن تصبح الكاثوليكية الرومانية الديانة السائدة في معظم أنحاء الفلبين، والإسلام دين أقلية.

## الاحتلال الإسباني للفلبين 923هـ-1521م
بعد طرد المسلمين من بلاد الأندلس نقل الأسبان، ميدان الحروب الصليبية من البحر المتوسط في الغرب إلى المحيط الهادي والمحيط الهندي في الشرق.
ففي عام 923هـ وصل الملاح البرتغالي "ماجلان إلى تلك الجزر بمساعدة وتشجيع ملك أسبانيا.
اتفق ماجلان مع حاكم جزيرة (سيبو) يدعى (هومابون) على أن يدخل الحاكم في النصرانية الكاثوليكية مقابل أن يكون ملكاً على جميع الجزر تحت التاج الأسباني وأخذ ماجلان يعمل على تمكين صديقه من السيطرة على بقية الجزر.
وانتقل ماجلان من سيبو إلى جزيرة ماكنتان وكان عليها سلطان مسلم يدعى (لابولابو) وطلب (ماجلان) من (لابولابو) التسليم قائلاً أنني باسم المسيح أطلب منك التسليم ونحن العرق الأبيض أصحاب الحضارة أولى منكم بحكم هذه البلاد. فأجابه (لابولابو) (أن الدين لله وأن الإله الذي أعبده هو إله جميع البشر على اختلاف ألوانهم). ثم هجم على ماجلان وقتله بيده وشتت فرقته ورفض تسليم جثته للأسبان.
استمر الأسبان في إرسال حملاتهم على الفلبين وأعلنوا أنهم جاءوا لتطبيق سياسة صليبية هدفها:
1. توسعة رقعة الممتلكات الأسبانية.
2. تنصير سكان الفلبين.

أخذ الأسبان باسترقاق المسلمين لأنهم يدعون لعقيدة محمد، كما قاموا بهدم المساجد ومنع إعادة بنائها في جزيرة صولو ومندناو فأدرك المسلمون الأهداف الصليبية فتعاونوا على الوقوف في من وجه الهجمة الصليبية.
وظلت الحرب سجالا بين الأسبان ومسلمي الفلبين ثلاثمائة عام وكانت سفن المسلمين المسلحة تقوم بمهاجمة السفن الأسبانية وتأييد الآلاف من الأسبان وبيعهم في سوق الرقيق كردة فعل لما فعل الأسبان والبرتغال لاستعباد المسلمين وتنصيرهم.

### اتفاقية باريس
اتفاقية سرية عقدت بين الأسبان والأمريكان تقضي بيع أسبانيا للفلبين للولايات المتحدة الأمريكية وهو الاتفاق الذي رفضه السكان وقاوموا الحكم الأمريكي.

## الاستعمار الأمريكي للفلبين
قامت أسبانيا ببيع الفلبين للولايات المتحدة الأمريكية عام 1318هـ 1900م بمائتي مليون دولار، فاستعمرت أمريكا الجزر وأصدرت قانوناً يقضي بأن جميع صكوك امتلاك الأراضي غير المصدق عليها من أسبانيا تعتبر ملكية عامة وكانت هذه مؤامرة مقصودة بها أراضي المسلمين لأنه لم يكن للأسبان حكم على هذه الأراضي فتقدمت الهجرات الصليبية إلى الجنوب بسبب هذا القانون وتحولت إليها ملكية أراضي المسلمين هناك. ولم يكتف الأمريكان بذلك بل استخدموا كلوسائل الإكراه من أجل فرض النصرانية على المسلمين استخدم الأمريكان حرب الجراثيم فمات الألوف في جزيرة مندناو وصولو بالكوليرا والجدري والطاعون وبلغ عدد ضحايا الأوبئة أكثر من 200 ألف حسب التقارير الغربية نفسها. وقد استخدم الأمريكان حرب الجراثيم للقضاء على حركةالمقاومة الإسلامية التي نشطت واستمرت ثمانية وثلاثون عام وأمام إصرار المسلمين وصمودهم اضطرت الإدارة الأمريكية في الفلبين إعطاء المسلمين حكماً ذاتياً يضمن لهم احترام عقيدتهم وأسلوب حياتهم بعد الحرب العالمية الثانية.
أعلنت الحكومة الأمريكية استقلال الفلبين عام 1363هـ/1942م وسلمت زمام الأمور في البلاد لحكومة نصرانية صليبية على رأسها رئيس من الكاثوليك فاهتم القساوسة بإثارة الحكومة ضد المسلمين مما كان سبب في استئناف مسلمي الفلبين الجهاد ضد محاولات فرض النصرانية عليهم.

## الاستعمار الياباني للفلبين
في عام 1362هـ- 1943م احتل اليابانيون المناطق الإسلامية من الفلبين وقاوم المسلمون الغزاة الجدد فتعرض المسلمون إلى حملات إبادة على يد اليابانيين وتكونت في البلاد فرق لحرب العصابات، وتمكن الجنرال (ماك ارثر) من العودة إلى البلاد عام 1363هـ فحارب إلى جانبه أهل البلاد حتى تمكنوا من طرد اليابانيين في النصف الثاني من شهر رجب عام 1364هـ/1945م وهزمت اليابان أخيراً في الحرب نهائياً وقد قاتل المسلمون قتالاً عنيفاً واشتركوا في كل مراحل التحرير والنضال.

## استقلال الفلبين
حصلت الفلبين على الاستقلال في أول شهر شعبان من عام 1365هـ. 1945م
وأصبح الحكم فيها رئاسياً يشبه الحكم في الولايات المتحدة الأمريكية. يضم مجلس النواب مائة وعضوين ينتخبون حسب. نظام المناطق ويضم هذا المجلس عضوين مسلمين مجلس الوزراء يضم عادة وزير مسلماً واحداً وغالباً ما يسند إليه وزارة الأقليات.
في الفلبين حزبان الحزب الوطني وهو الحاكم والحزب المعارض. إلا أن رئيس الجمهورية (ماركوس) قد أعلن الأحكام العرفية وجمد الأحزاب.

## محنة الفلبين بعد الاستقلال
بدأت محنة الإسلام في جزر الفلبين بعد استقلال البلاد وقيام حكومة وطنية حيث أن الحكومة مارست سياسة البطش والإرهاب ضد المسلمين منتهجة عدة أساليب منها:
1. تشجيع النصارى على الاستيطان في المناطق الإسلامية.[21] وتأييدهم في الاستيلاء على أراضي المسلمين وأملاكهم وإبعادهم عن المشاريع الاقتصادية المهمة وإبقائهم فقراء.
2. تبني الحكومة عمليات التنصير المنظمة بين المسلمين وخاصة في المناطق ذات الكثافة السكانية الفقيرة.
3. العمل على دفع المسلمين لترك أراضيهم الزراعية وارغامهم على اللجوء للغابات وشعاب الجبال.
4. عدم فتح مدارس إسلامية أو أي مؤسسات تعليمية حتى يبقى المسلمون جهلاء وأميين وغير مؤهلين للمشاركة في الحكم.

موقف  الأمم المتحدة من قضية الفلبين: اعتبروها صراعات داخلية من حق الحكومة أن تتخذ الإجراءات المناسبة لقمعها.

## موقف العالم الإسلامي
عرضت القضية على مؤتمر وزراء خارجية الدول الإسلامية الأول عام 1392هـ 1972م في جدة. فكشف الملك فيصل بن عبد العزيز آل سعود النقاب عن إحداث الفلبين ونبه العالم الإسلامي إلى خطورة الوضع. فانتدبت المؤتمر لجنة وزارية رباعية من وزراء خارجية كل من:
1. المملكة العربية السعودية.
2. ليبيا.
3. الصومال.
4. السنغال.

لتقصي الحقائق وتمكنت هذه اللجنة من: وقف إطلاق النار وإعطاء المسلمين الحكم الذاتي. في ثلاث عشر ويكون لهم حكومة ومجلس نيابي ومدارس ومحاكم شرعية وصدق على هذا الاتفاق من قبل اللجنة الرباعية التي شكلها المؤتمر الإسلامي ولكن حكومة ماركوس نقضت اتفاق طرابلس.

## المساعدات الإسلامية لمسلمي الفلبين
في مطلع القرن العشرين بدأ اتصال مسلمي.الفلبين بالعالم الإسلامي وخاصة الدولة العثمانية ومصر وتتابعت زيارات المسلمون إلى الفلبين وتشجيعهم على المحافظة على هويتهم الإسلامية واللغة العربية. وإصدار المجلات التثقيفية وقامت العديد من الجمعيات الإسلامية في الفلبين.

## الوضع الحالي للفلبين
رغم ما مرت به الفلبين إلا أن شعلة الإيمان متوهجة فالمجاهدون يسيطرون علىجميع المناطق الإسلامية ما عدا بعض المدن. وسارعت بعض الدول العربية بتقديم المساعدات التعليمية للمسلمين في الفلبين مثل: مركز الملك فيصل للدراسات العربية والإسلامية ضمن جامعة مندناو. وعلى الرغم من وجود هذه المراكز التعليمية التي تعمل على نشر الإسلام إلا أنه لا يزال الجهاد الإسلامي يواجه الدوائر الثلاث: الجيش الصليبي الفلبيني الحكومي والعناصر المتعصبة ضد الإسلام والمسلمين من المستوطنين في بلاد المسلمين والشيوعيين الذين يتظاهرون بالعطف مع المسلمين لينقضوا عليهم بالإضافة لمراوغة الحكومة وأساليبها التي لم تتغير.
وما زالت الحركات الإسلامية مستمرة في جهادها ضد الصليبيين ومن أشهرها: جبهة تحرير مورو الوطنية، جماعة أبو سياف.
وعلى الرغم من وجود المراكز الإسلامية والحركات الإسلامية المستمرة في الجهاد إلا أن الفلبين مازالت تعاني من العديد من المشكلات منها:
1. التخلف الشديد الذي يتجلى في النقص الحاد في الخدمات التعليمية والصحية والذي يعود سببه من وجهة النظر الإسلامية إلى سيطرة الحكومة في مانيلا على الثروات الطبيعية للمناطق الإسلامية.
2. الصدامات العسكرية بين ثوار الجبهة الإسلامية لتحرير مورو الداعية للاستقلال وبين الجيش الحكومي، وكان من نتيجة هذه الصدمات حتى الآن تهجير قرابة مليوني مسلم فلبيني إلى ولاية صباح الماليزية المجاورة.
3. التهميش السياسي إذ ليس لدى المسلمين أي ممثل في الحكومة أو القضاء.

## المصدر
- الأقليات المسلمة في آسيا وأستراليا - سيد عبد المجيد بكر.